# Mengamuñoz
Mengamuñoz – gmina w Hiszpanii, w prowincji Ávila, w Kastylii i León, o powierzchni 11,75 km². W 2011 roku gmina liczyła 67 mieszkańców.